# Glitre Stadion
Glitre Stadion is een buitenbaan in Gol in de provincie Buskerud, Noorwegen. De baan is geopend in 1968 en ligt op 231 meter boven zeeniveau. Er zijn meerdere Noorse kampioenschappen gereden alsook wedstrijden om de Norge Cup.

## Nationale kampioenschappen
- 1991 - NK allround mannen/vrouwen
- 1996 - NK sprint mannen/vrouwen
- 2003 - NK junioren mannen/vrouwen
- 2009 - NK allround mannen/vrouwen
- 2014 - NK sprint mannen/vrouwen
- 2019 - NK sprint mannen/vrouwen[2]